# 148604 Shobbrook
148604 Shobbrook este un asteroid din centura principală de asteroizi.

## Descriere
148604 Shobbrook este un asteroid din centura principală de asteroizi. A fost descoperit pe 11 septembrie 2001 la Terre Haute de Chris Wolfe. Asteroidul prezintă o orbită caracterizată de o semiaxă mare de 2,65 ua, o excentricitate de 0,21 și o înclinație de 12,4° în raport cu ecliptica.